# Петър Муткуров
Петър Атанасов Муткуров е български революционер.
Петър Муткуров е по-голям брат на Сава Муткуров. Роден е през юли 1839 г. в Търново. Завършва основно училище в Търново и продължава да учи в Атина.
След като се завръща, започва да се занимава с търговия. Веднага се включва като съзаклятник в Хаджиставревата буна. Хаджи Ставри идва в Търново през 1862 г. за да подготвя въстанието. Търговците са активизирани, сред които са Христаки х. Николов, Никола Кинтишев, Димитър Симидов, Петър Муткуров и много др.
Не излиза в Балкана, но е арестуван и осъден на 15 години каторга в Цариград.
Майката, заедно с по-малкия брат Сава Муткуров (все още дете), заминават за Цариград и полагат огромни усилия да освободят Петър Муткуров преждевременно. Според мемоариста Филип Симидов, тя постига целта си, т.е. получава фермана точно в деня, в който Петър умира мъченически в затвора през 1867 г.